# Астеризм (типографика)
Астери́зм (др.-греч. ἀστερίσκος «пометка на полях», «звёздочка», ἀστήρ «звезда») — редко используемый типографский символ, состоящий из трёх звёздочек, расположенных треугольником (⁂). Обычно служит для привлечения внимания к повествованию или разделения подразделов либо эпизодов в книге. В Юникоде этот символ имеет код U+2042 ⁂ asterism.
Часто символ выглядит как три (а иногда и больше) звёздочки или точки, расположенные подряд, или же используется дополнительный отступ между абзацами для организации такого же отделения подразделов друг от друга. Астеризм или его аналоги могут использоваться в сочетании с дополнительными отступами, чтобы пометить разделы, которые меньше подглав.
Астеризм не следует путать с символом Юникода U+2234 ∴ therefore (с англ. — «Следовательно»), похожим на данный знак и состоящим из трёх точек, расположенных треугольником. Этот символ кодируется в блоке «Математические операторы».

## LaTeX
В LAΤΕΧ для показа астеризма может использоваться конструкция, подобная нижеследующей:
```
 
\newcommand
{
\asterism
}{
\smash
{
% 

    
\raisebox
{
-.5ex
}{
% 

      
\setlength
{
\tabcolsep
}{
-.5pt
}
% 

      
\begin
{
tabular
}{
@
{}
cc@
{}}
% 

        
\multicolumn
2c*
\\
[-2ex]
*
&
*
% 

      
\end
{
tabular
}}}}

```